# Tylecodon rubrovenosus
Tylecodon rubrovenosus är en fetbladsväxtart som först beskrevs av Moritz Kurt Dinter, och fick sitt nu gällande namn av H. Tölken. Tylecodon rubrovenosus ingår i släktet Tylecodon och familjen fetbladsväxter. Inga underarter finns listade i Catalogue of Life.